# Новоуренгойський міський округ
Новоуренго́йський міський округ (рос. Новоуренгойский городской округн) — адміністративна одиниця Ямало-Ненецького автономного округу Російської Федерації.
Адміністративний центр — місто та єдиний населений пункт Новий Уренгой.

## Населення
Населення району становить 114837 осіб (2018; 104107 у 2010, 94456 у 2002).